# Snack bar

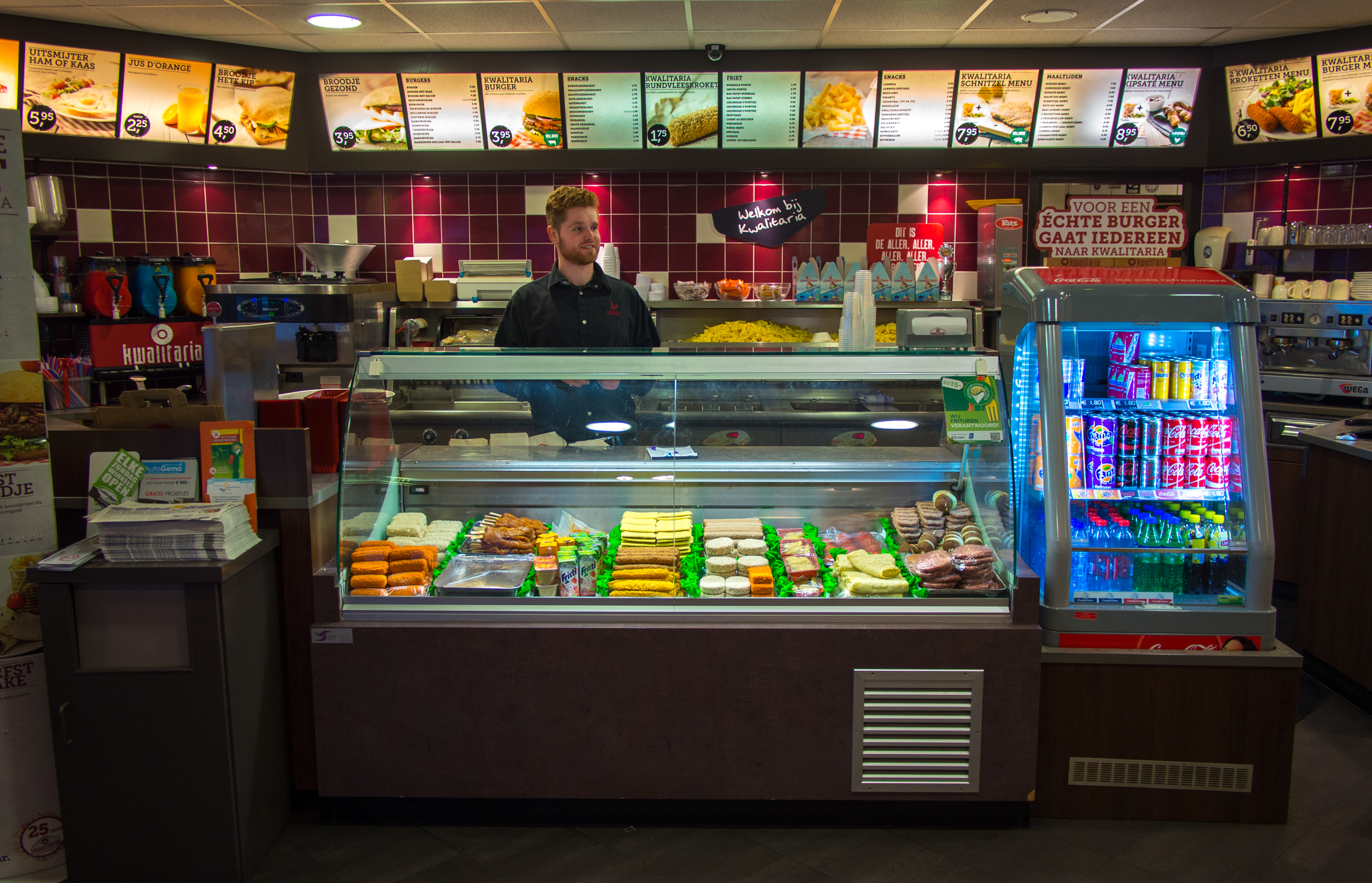
Interiér snack baru v Nizozemsku

Snack bar obvykle označuje malou prodejnu či bufet, kde jsou prodávány svačinky nebo lehká jídla. Obdobná provozovna se může nacházet i na pláži. K nabídce snack barů patří nealkoholické nápoje, cukrovinky či žvýkačky. Někdy ale může být sortiment bohatší například o párky v rohlíku, hamburgery, hranolky, bramborové lupínky nebo kukuřičné lupínky.
První známé užití výrazu „snack bar“ se datuje do roku 1930.